# Volkswagen
Volkswagen, skraćeno VW, njemački je proizvođač automobila sa sjedištem u donjosaskom gradu Wolfsburgu. Osnovan je 1937. godine na zahtjev Njemačke fronte rada, s ciljem pokretanja masovne motorizacije u tadašnjem Trećem Reichu. Prema podacima iz 2016. i 2017. godine najveći je svjetski proizvođač automobila. Istoimena Volkswagen grupa proizvodi najprodavanije automobile i vlasnik je mnogih slavnih automobilskih marki.
Tri automobila od Volkswagena nalaze se na popisu 10 najprodavanijih automobila svih vremena, a to su: VW Golf, VW Buba (eng. VW Beetle) i VW Passat.
Riječ Volkswagen u prijevodu znači narodno vozilo.

## Logotip
Volkswagen je poznat po VW-logotipu okruglog oblika. U današnjem stilu prvi put se pojavljuje 1945. godine, nakon Drugog svjetskog rata.
- Logo od 1937. do 1939. godine
- Logo od 1978. do 1995. godine
- Logo 2000-ih i 2010-ih godina
- Logo 2020-ih, uveden 2019. godine

## Povijest

### 1933. – 1939.: Osnutak "narodnog auta"
Godine 1933., s više projekata iznad koji su bili u razvoju ili u ranim fazama proizvodnje, uključio se njemački diktator Adolf Hitler, zahtijevajući proizvodnju osnovnog vozila sposobnog za transport dvoje ljudi i troje djece pri brzini od 100 km/h. Htio je da Nijemci imaju isti pristup automobilima kao i Amerikanci. Taj auto bio bi dostupan građanima Trećeg njemačkog reicha kroz plan štednje od 990 Reichsmaraka ($396 iz 1930-ih) — otprilike kao cijena manjeg motocikla (prosječan prihod oko 32 RM tjedno).
Tvrtka Volkswagen osnovana je 1937. godine na zahtjev Adolfa Hitlera i Njemačke fronte rada. Automobilski inženjer Ferdinand Porsche, upućen je da koncipira narodni auto odnosno automobil koji će si svatko moći priuštiti. Na taj način su tvrtka i tvornica dobili naziv "Volkswagen" (hrv. narodni auto). Ferdinand Porsche također je odgovoran za izvorni dizajn VW Bube.

### 1939. – 1945.: Razvoj
Bez obzira na visoko lobiranje u korist jednog od postojećih projekata, uskoro je postalo očito da privatna industrija ne može prodavati automobile za samo 990 RM. Tako je Hitler odabrao sponzoriranje potpuno nove, državne tvornice koristeći dizajn Ferdinanda Porschea (s nekim svojim ograničenjima dizajna, uključujući motor na zračno hlađenje tako da ništa nije moglo zakočiti). Težnja je bila da obični Nijemci nabavljaju automobil u smislu šeme štednje (njem. Fünf Mark die Woche musst du sparen, willst du im eigenen Wagen fahren – "Pet Maraka tjedno moraš staviti na stranu, ako želite voziti svoj vlastiti automobil"), što je oko 336.000 ljudi eventualno platilo. Štednje ovih 336.000 ljudi konfiscirali su Sovjeti 1945. godine, nakon pada Berlina. Ipak, čitav projekt bio je financijski nesiguran, a to su jedino korupcija i neuračunljivosti nacističkog režima omogućili.
Prototipovi automobila nazvani "KdF-Wagen" (kratica za "Kraft durch Freude" – "snaga kroz užitak"), pojavili su se od 1936. naovamo (prvi automobili bili su proizvedeni u Stuttgartu). Auto je već imao svoj prepoznatljiv okrugli oblik sa zračno hlađenim, četverotaktnim, motorom na zadnji pogon. VW auto bio je samo jedan od više KdF (skr. snaga kroz užitak) programa koji su uključivali stvari kao ture i izlete. Prefiks Volks- ("Narodni" odn. "narodno") nije samo primijenjen na automobile, nego i na druge proizvode u Njemačkoj; na primjer: "Volksempfänger" radio-prijemnik. Dana 28. svibnja 1937., Društvo za pripremu njemačkog narodnog auta (njem. Gesellschaft zur Vorbereitung des Deutschen Volkswagens mbH; ponekad skraćeno GeZuVor) uspostavljeno je od strane Njemačke fronte rada. Kasnije, 16. rujna 1938. godine, preimenovano je u "Volkswagenwerk GmbH".

### 1945. – 1948.: Nejasna budućnost
Nakon Drugog svjetskog rata, VW je pod britanskom administracijom obnovljen. Tvrtka duguje svoje poslijeratno postojanje najviše jednom čovjeku, časniku Britanske vojske, bojniku Ivanu Hirstu. U travnju 1945. Wolfsburg i razorenu tvornicu automobila zauzeli su Amerikanci i naknadno je predali Britancima, unutar čijeg okupiranog ozemlja su grad i ova tvornica bili. Tvornice su postavljene pod kontrolu bojnika Hirsta. Isprva je plan bio da se koristi za održavanje vojnih vozila te eventualno demontira i transportira u Ujedinjeno Kraljevstvo. Pošto je bila korištena za vojnu proizvodnju i prema Hirstovim riječima bila "politička životinja", a ne komercijalni pothvat — što je tehnički obavezno za uništenje pod uvjetima Potsdamske konferencije — oprema je u tom vremenu namjeravana biti spašena kao dio ratne reparacije. Hirst je obojio jedan od tvorničkih automobila u zeleno i demonstrirao ga uredu Britanske vojske. U nedostatku lakog transporta, u rujnu 1945. godine, Britanska vojska bila je nagovorena da naruči 20.000 vozila. Prvih nekoliko stotina automobila otišlo je osoblju iz okupacijskih snaga, te njemačkoj pošti.
Neki britanski vojnici dobili su dozvolu da uzmu svoje Bube i odvuku ih u Ujedinjeno Kraljevstvo nakon demobilizacije, a jedna od prvih VW Buba uzeta na taj način (UK registarska oznaka: JLT 420) i dalje je u posjedu Petera Colborne-Babera, sina izvornog šefa UK-ovog prvog službenog Volkswagen importera, Colborne Garagesa.
U industrijskim planovima za Njemačku, postavljena su pravila koju je industriju Njemačka mogla zadržati u poslijeratnom razdoblju. Njemačka autoindustija postavljena je na maksimum od 10% proizvodnje broja automobila iz 1936. godine. Od 1946. godine tvornice je proizvodila 1.000 automobila mjesečno, što je izvanredan podvig s obzirom na to da je i dalje bila u lošem stanju. Zbog oštećenja krova i prozora, kiša je zaustavila proizvodnju i nova vozila su se našla na razmjeni za čelik, potreban za više proizvodnje.
Auto i njegov grad izmijenili su svoja imena iz doba Drugog svjetskog rata u "Volkswagen" i "Wolfsburg" respektivno, a proizvodnja se povećavala. Bilo je i dalje nejasno što će postati od Volkswagenove tvornice. Ponuđena je predstavnicima američkih, australskih, britanskih i francuskih motornih industrija. Famozno, svi su odbili. Nakon inspekcije pogona, William Rootes, šef britanske Rootes grupe, rekao je Hirstu da bi projekt mogao propasti za dvije godine, te da je auto "prilično neatraktivan za prosječnog kupca vozila, preružan i prebučan... Ako misliš da ćeš praviti automobile u ovom mjestu, veliki si glupan, mladi čovječe". Službeni iskaz je bio: "Praviti automobile komercijalno bilo bi u potpunosti neekonomski podvig". U ironičnoj igri sudbine, Volkswagen će proizvoditi lokalno izgrađenu verziju Rootesa, "Hillman Avenger", u Argentini 1980., dugo nakon što je Rootes otišao u stečaj u rukama tvrtke Chrysler 1978. godine — VW Buba će nadživjeti Hillman Avengera preko 30 godina.
Predstavnici Forda bili su jednako kritični. U svibnju 1948. godine, Britanci su Volkswagena besplatno ponudili Fordu. Henry Ford II., sin Edsela Forda, otputovao je u Zapadnu Njemačku radi razgovora. Heinz Nordhoff bio je također nazočan kao i Ernest Breech, šef odbora za Ford Motor Company. Henry Ford II. je tražio mišljenje Ernesta Breecha, a Breech je izjavio jednom prilikom: "Gospodine Ford, ne mislim da je ovo što nam se nudi vrijedno centa!" Ford je odustao, a Volkswagen je ostavljen pod vodstvo Nordhoffa.

### 1948. – 1961.: Ikona i simbol (zapadno-)njemačke obnove
Iako Volkswagenova Buba na početku nije bila prihvaćena u Sjedinjenim Državama – prvenstveno zbog svoje male veličine, neobičnog izgleda i povijesnih konekcija s Hitlerom i nacionalsocijalističkom strankom, doživjela je ekspanziju proizvodnje i izvoza tijekom 1950-ih godina. Američka agencija za oglašavanje "Doyle Dane Bernbach", predstavljala je Volkswagenov Tip 1 pod nadimkom "Buba" i reklamirala je prednosti zaobljenog dizajna auta. Zahvaljujući toj uspješnoj reklamnoj kampanij, VW Buba je duže vrijeme postala najpopularniji uvezeni automobil u SAD.
1950-ih godina, Volkswagen također postaje jako važan element zapadnonjemačke obnove, simbolično i ekonomski. Heinrich Nordhoff, bivši viši menadžer u Opelu koji je nadgledao proizvodnju civilnih i vojnih vozila tijekom 1930-ih i 1940-ih, regrutiran je da vodi tvornicu VW-a 1948. godine. U 1949. godini, major Hirst napušta udruženje s VW-tvrtkom, kako je sada bila reformirana kao pouzdana, pod upravom od strane vlada Zapadne Njemačke i savezne države Donje Saske. Pored uvođenja VW Transportera prve generacije, komercijalnog vozila (kombi i karavan) i Volkswagen Karmann Ghia športskog auta, Nordhoff je podsticao jednomodelsku proizvodnju nedugo prije njegove smrti 1968. godine.
Iako je Volkswagen učinio mnogih detaljnih promjena na VW Bubi, osnovni dizajn stražnjeg motora i zaobljeni oblik auta ostali su isti. Tvrtka je razvila i druge modele stražnjih motora suvremenih dizajna i poboljšanim inženjeringom, ali ni jedan od novijih modela nije bio tako uspješan kao VW Buba.

### 1961. – 1973.: Od VW Bube do VW Golfa
VW je proširio svoju proizvodnu liniju 1961. godine s predstavljanjem četiri modela automobila Tipa 3 (Karmann Ghia, Notchback, Fastback i Squareback) zanovani na novom Tip 3 mehaničkom temelju i ponovo u 1969. godini s većim modelima Tipa 4 (411 i 412). Ovi su se bitno razlikovali od prethodnih vozila, s predstavom monocoque konstrukcije, mogućnosti potpune automatske transmisije, elektronskog ubrizgavanja goriva i čvršće pogonske jedinice. 
Volkswagen je dodao "Super Bubu" (Tip 113) svojoj liniji 1971. godine. Tip 113 se razlikovao od standardne VW Bube u svojoj upotrebi MacPherson podupirača prednje suspenzije umjesto uobičajene torzione suspenzije. Super Buba sadržavala je novopostavljenu, obloženu instrument tablu i zakrivljeno vjetrobransko staklo (od 1973. modelske godine na gore). Mehanizam sa zupčastom letvom zamijenio je pužni prijenos upravljačkog uređaja u modelskoj godini 1974. i nagore. Prednji dio automobila proširen je 51 mm da bi se omogućilo da rezervna guma stoji ravno i da kombinacija ovo dvoje povećava iskoristivi prednji prtljažni prostor. 1973. godine, Volkswagen je uveo vojni Tip 181 ili "Trekker" u Europi, "Thing" u Americi, podsjećajući na ratni Tip 82. Vojna inačica je proizvedena za NATO-ovsku njemačku Bundeswehr tijekom hladnog rata od 1970. do 1979. godine. 
Godine 1964. Volkswagen je stekao Auto Union, te 1969. godine NSU Motorenwerke AG, skraćeno: NSU. Prijašnja tvrtka je posjedovala povijesni brand Audi, koji je nestao nakon Drugog svjetskog rata. VW je konačno spojio Auto Union i NSU da kreira suvremenu Audi tvrtku s ciljem da ju razvije kao svoju marku luksuznih vozila. Kupovina Auto Unije i NSU-a ispostavila se kao prijelomna točka u povijesti Volkswagena, jer su obje tvrtke dale tehnološke ekspertize koje su se ispostavile potrebne za VW da preživi kada je potražnja za njihovim modelima na zračno hlađenje otišlo u nazadak.
Volkswagen je bio u ozbiljnoj nevolji 1973. godine. Modeli Tip 3 i Tip 4 su se prodavali u mnogo manjim brojevima nego VW Buba i NSU-ov K70 je također sve manje privlačio kupce. Prodaja VW Bube se počela ubrzano smanjivati na tržištima Europe i Sjeverne Amerike. Tvrtka je znala da proizvodnja VW Bube mora stati, ali se suočavala sa zagonetkom kako ju zamijeniti. VW-ovo vlasništvo Audia/Auto Uniona ispostavila korisnim – s njihovom ekspertizom u vozilima s pogonon na prednje kotače i vodeno-hlađenim motorima koje je trebao Volkswagen za proizvodnju kredibilnog nasljednika VW Bube. Utjecaji Audija su otvorili vrata za novu generaciju volkswagenovih vozila, poznatih kao VW Passat, VW Scirocco, VW Golf i VW Polo.
Prvi u seriji je bi Volkswagen Passat ("Dasher" u SAD-u), predstavljen 1973., fastback inačica modela Audi 80, koji je koristio više tjelesnih i mehaničkih dijelova. Estate/vagon inačice bile su dostupne na više tržišta. U Europi, ove inačice su dominirale na tržištu više godina.
U proljeće 1974. godine predstavljen je VW Scirocco. Kupe je dizajnirao Giorgetto Giugiaro. Prema platformi neizdanog VW Golfa, napravljen je kod VW Karmanna zbog ograničenja kapaciteta samog Volkswagena.
Prijelomni model pojavio se kao Volkswagen Golf u 1974. godini, reklamiran u SAD i Kanadi kao "VW Rabbit" (zec) za prvu (1975. – 1985.) i petu generaciju (2006. – 2009.). Njegov angularni izgled je dizajnirao Talijan Giorgetto Giugiaro. Dizajn je pratio trendove za male obiteljske automobile koje je 1959. postavio Mini – Golf je imao poprečno montiran motor s vodenim hlađenjem naprijed, vozeći prednje kotače i hatchback, format koji je dominirao dijelom tržišta otad. Proizvodnja VW Bube u Wolfsburgu završila je s uvođenjem Golfa. Nastavljena je u manjim brojevima u drugim njemačkim tvornicama (Hannover i Emden) do 1978., ali je uobičajena proizvodnja prebačena u Brazil i Meksiko.
Godine 1975. uslijedio je Volkswagen Polo. Bio je to preimenovani Audi 50, čija proizvodnja je 1978. godine prekinuta. VW Polo je postao osnova Volkswagen Derbyja, koji je uveden 1977. godine. VW Derby je bio za sve težnje i svrhe three-box dizajna VW Pola. Nakon druge generacije modela, proizvodnja VW Derby je ukinuta 1985., iako je dizajn živio u obliku Polo klasik/Polo limuzina do 1991. godine.
VW Passat, VW Scirocco, VW Golf i VW Polo dijelili su više definicijskih karakteristika, kao i dijelova i motora. Oni su sačinili temelj za Volkswagenov preokret.

### 1974. – 1990.: Ekspanzija proizvodne linije
Dok je Volkswagenov opseg automobila uskoro postao jednak onima od ostalih velikih europskih proizvođača automobila, Golf je bio glavni oslonac Volkswagenovog sastava od njegovog predstavljanja, kao i mehanička baza za nekoliko drugih automobila tvrtke. Tu je sedam generacija VW Golfa, od kojih je prva proizvedena od ljeta 1974. do kraja 1983. godine (poznat kao Rabbit u SAD i Kanadi i kao Caribe u Latinskoj Americi). Njegova šasija je također izrodila Volkswagen Scirocco športski coupe, Volkswagen Jetta karavan/limuzina, Volkswagen Golf kabriolet, kao i Volkswagen Caddy pickup-minibus. Sjevernoamerička proizvodnja VW Rabbita počela je u Volkswagen Westmoreland pogonu za sastavljanje pored New Stantona, Pennsylvania 1978. godine. Proizvođen je u SAD kao VW Rabbit do proljeća 1984. Druga generacija VW Golf limuzina/Jetta limuzina proizvođena je od 1983. do kraja 1991. godine, a sjevernoamerička inačica proizvođena u Westmorelandovom pogonu počela je s prodajom početkom 1985. modelske godine. Proizvodni brojevi prve generacije Golfa nastavili su rasti godišnje u Južnoj Africi kao Citi Golf, samo s manjim izmjenama unutrašnjosti, motora i šasije, pomoću alata koji su preseljeni iz New Stantonovog pogona kada je to mjesto počelo proizvodnju automobila druge generacije.
1980-ih, Volkswagenove prodaje u Sjedinjenim Državama i Kanadi su drastično pale, bez obzira na modele poput Golfa. Japanci i Amerikanci su bili sposobni natjecati se s jednakim proizvodima pri nižim cijenama. Prodaje u Sjedinjenim Državama bile su 293.595 u 1980. godini, ali do 1984. one su pale na 177.709. Predstavljanjem druge generacije VW Golfa, GTI i Jetta modela pomoglo je Volkswagenu za kratko vrijeme u Sjevernoj Americi. Motor Trend je nazvao GTI svojim "Automobilom godine" za 1985. godinu, te je Volkswagen povećao rang prema zadovoljstvu kupaca na osmo mjesto 1985. godine, od 22. u odnosu na godinu ranije. VW-ove prodaje u Americi prešle su 200.000 1985. i 1986. prije nastavka opadajućeg trenda od ranije tijekom desetljeća. Predsjednik Carl Hahn odlučio je proširiti tvrtku na druga mjesta (većinom u zemlje u razvoju), te se tvornica u New Stantonu, Pennsylvania, ugasila 14. srpnja 1988. godine. U međuvremenu, četiri godine nakon potpisivanja sporazuma o suradnji sa španjolskim proizvođačem automobila SEAT u 1982., Hahn je proširio tvrtku kupujući većinski udio SEATa do 75% do kraja 1986., kojeg je VW konačno kupio 1990. godine.
Volkswagen je uletio na tržište "supermini" automobila, 1975. godine s VW Polom, stiliziranom i prostranom limuzinom s troja vrata kojeg je dizajnirao Bertone. Bio je to jaki prodavač u Zapadnoj Njemačkoj i jedan od jačih na području zapadne Europe, bivajući jednim od prvih stranih manjih automobila koji su se ispostavili popularni u Britaniji. Počeo je 1974. kao Audi 50, koji je bio dostupan samo na određenim tržištima i manje popularan.
Model druge generacije, predstavljen 1981. godine i prodavan kao limuzina i coupe, bio je još veći uspjeh za Volkswagen. Njegova praktičnost, bez obzira na nedostatak inačice s 5 vrata, pomogla je osigurati čak veće prodaje u odnosu na njegovog prethodnika i nastavio se prodavati prilično dobro nakon preuređenja 1990. godine, konačno bivajući zamijenjen potpuno novom inačicom u 1994. godini.
- Volkswagen Passat B1 (1977. model)
- Volkswagen Jetta A1 (1979. – 1984.)
- Volkswagen Golf 1 jugoslavenske Milicije, proizveden u sarajevskoj automobilskoj tvornici (TAS), Mostar 1985.
- Volkswagen Polo CL Coupé iz 1987. godine
- Volkswagen Corrado, predstavljen 1988. godine

### 1990. – 1999.: VW 1990-ih godina
Treća generacija VW Golfa predstavljena je 1991. godine, a u top model se ugrađivao VR6 motor koji je u početku razvijao 174, a kasnije 191 KS. Godine 1992., VW Golf III proglašen je Europskim automobilom godine. Sedan inačica VW Golfa imala je oznaku VW Vento u Europi, ali je ostala VW Jetta u SAD. VW Scirocco i kasniji VW Corrado bili su coupei bazirani na Golfu.
Godine 1994. Volkswagen je predstavio J Mays-dizajnirani "Koncept jedan", "retro" konceptualni automobil sličan originalnoj Bubi zasnovanom na platformi Poloa. Zbog pozitivnog odgovora na koncept, proizvodna verzija je razvijena kao Nova Buba (eng. New Beetle), zasnovana na većoj platformi Golfa.
Godine 1995. VW Sharan je predstavljen u Europi, kao rezultat zajedničkog pothvata s Fordom, koji je također rezultirao u modelima Ford Galaxy i SEAT Alhambra.
Evolucija modelskog opsega u tvrtci nastavljena je s VW Golfom IV, predstavljenim krajem 1997. (a u Sjevernoj Americi u 1999. godine), njegova šasija izrodila je domaćina drugih automobila unutar Volkswagen grupacije; Volkswagen Bora (sedan zvani Jetta u SAD), SEAT Toledo, SEAT León, Audi A3, Audi TT i Škoda Octavia. Ostali glavni modeli tijekom desetljeća uključivali su VW Polo, manji automobil od Golfa i veći VW Passat za segmente iznad Golfa.
Godine 1998. predstavljen je novi gradski auto – VW Lupo, te u 1999. godini, objavljen prvi "3-litarski" auto, laganija inačica modela VW Lupa koji je mogao voziti 100 km sa samo 3 litre dizela, rezultirajući u tome da je svjetski najefikasniji automobil prema potrošnji goriva.
- Volkswagen Golf III
- Volkswagen Jetta III
- Volkswagen Passat B4
- Volkswagen Sharan
- Volkswagen Golf IV iz 1998. godine
- Volkswagen Bora, 1999. – 2001.
- Volkswagen Lupo 3L iz 1999. godine

### 2000. – 2015.: Daljnja ekspanzija
Volkswagen je počeo s uvođenjem niza novih modela nakon što je 2002. Bernd Pischetsrieder postao generalni direktor VW grupe (odgovoran za sve brandove grupacije). 
Godine 2003. predstavljena je peta generacija VW Golfa, a šesta generacija 2008. godine, postajući drugoplasirani nakon modela Opel/Vauxhall Insignia 2009. kao Europski automobil godine, te je izrodio nekoliko rođaka: VW Jetta, VW Scirocco, SEAT León, SEAT Toledo, Škoda Octavia i Audi A3 opsega limuzina, kao i novi mini-MPV, SEAT Altea. GTI, "hot-hatch" performance inačica Golfa, posjeduje 2.0 L turbopuhani FSI motor s direktnim ubrizgavanjem. VW je počeo reklamirati Golf pod imenom Rabbit opet iznova u SAD i Kanadi 2006. godine.
Šesta generacija VW Passata i peta generacija-Jette debitirala je 2005. godine, te je VW objavio planove za proširenje linije dalje s povratkom modela Scirocco do 2008. godine. Ostali modeli u "proizvodnoj ofenzivi" Wolfganga Bernharda (generalni direktor VW branda) uključuju VW Tiguan srednje veličine SUV u 2008. i VW Passat Coupé. U studenom 2006. godine, Bernd Pischetsrieder podnio je ostavku na mjestu izvršnog direktora Volkswagen grupacije, a zamijenjen je Audijevim svjetskim izvršnim direktorom Martinom Winterkornom na početku 2007. godine. Winterkorn je zaslužan za činjenje Audija izazovom dominantnosti BMWa i Mercedesa i njegova strategija vođenja dizajna vodila je do toga da Audi bude smatran jednom od najvažnijih marki u svijetu. Ipak, Volkswagen nastavlja imati komplicirane odnose s unijama i dioničarima. Njemačka savezna država Donja Saska posjeduje 20 % udjela.
Volkswagen je u 2005. godini ostavio sjevernoameričke prodaje od 224.195. Momentum je nastavljen za fiskalnu 2006. godinu, tada su prodaje za godinu iznosile 235.140 vozila, 4,9 % povećanje u odnosu na 2005. godinu, bez obzira na recesiju prodaje kod domaćih sjevernoameričkih proizvođača. Zajedno s uvođenjem novih modela, mjesto proizvodnje vozila Volkswagena također je podvrgnuta velikoj promjeni. Eos iz 2007. godine, kabriolet s tvrdim krovom, proizveden je u novim postrojenjima u Portugalu. Svi VW Golfovi/Rabbiti (zečevi) i GTI-evi do 2006. proizvedeni su u Wolfsburgu, umjesto u VW-ovoj meksičkoj tvornici u saveznoj državi Puebla, gdje su Golfovi i GTI-evi za sjevernoameričko tržište bili proizvedeni od 1989. do 1998., te u brazilskoj tvornici u gradu Curitiba, gdje su Golfovi i GTI-evi proizvedeni od 1999. do 2006. godine. VW je također u procesu rekonfiguracije pogona automobilskog sklapanja u Belgiji. Novi modeli i investiranja u poboljšanje proizvodnje zapazili su ubrzo automobilsku kritiku. Povoljne recenzije novih VW automobila uključivali su GTI koje je Consumer Reports imenovao kao top sportski auto ispod $ 25.000, kao i magazina Car and Driver jednim od "10 najboljih" za 2007., Automobile magazina 2007. kao auto godine, i 2008. godine Motor Trenda koji je uspoređujući rang srednje veličine nazvao VW Passata prvim svoje klase. J. D. Power and Associates-ov APEAL studij iz 2006. rangirao je Volkswagena četrnaestim sveukupno s jakim performansama njegovih novih modela Jette i Passata.
- Volkswagen Passat B5 (2000. – 2005.)
- Volkswagen Golf V
- Volkswagen Sharan
- Volkswagen Golf VI
- Volkswagen Scirocco III, 2008.

U svibnju 2011. godine Volkswagen je završio sklapanje montažne tvornice Chattanooga, u istoimenom gradu u saveznoj američkoj državi Tennessee. Postrojenje je proizvelo automobile i SUV-ove Volkswagena posebno dizajnirane za tržište sjevernoameričkih država, počevši s VW Passatom B7. Tvrtka je 2015. godine objavila planove, za daljnju ekspanziju investirajući 900 milijuna dolara za dodavanje prostora tvornici. Volkswagen Golf VII, sedma generacija VW Golfa, predstavljena je 2012. godine u Berlinu. Godine 2013. započinje ograničenom proizvodnjom 1-litarskog auta Volkswagen XL1. XL1 je lagani dvoosobni auto od samo 795 kg.
Sredinom 2015. godine Volkswagen je kratko vrijeme nosio titulu najvećeg svjetskog proizvođača automobila.
- Volkswagen Golf VII
- Volkswagen Passat B7
- Volkswagen Touareg II

#### 2015.: Dizel-skandal
Godine 2015. Volkswagen se suočio s krizom odnosa s javnošću nakon što je Agencija za zaštitu okoliša SAD otkrila da je proizvođač ugrađivao softver za krivotvorenje rezultata na eko-testovima. Volkswagen je priznao optužbe i došlo je do opoziva od više od 10 milijuna automobila širom svijeta. Volkswagenova tržišna vrijednost pala je za 26 milijardi eura. Unatoč skandalu, prodaja VW-vozila porasla je globalno.

### 2015. – danas: Fokus na električna vozila
U 2017. godini, Volkswagen objavljuje da planira postaviti značajan fokus na električna vozila (EV), s ciljem da do 2025. godine predstave najmanje 30 modela EV i da 20 do 25 posto ukupnog godišnjeg dobitka prodaje (2-3 milijuna) bude od EV-a. U rujnu 2017., izvršni direktor Volksvagena Matthias Müller izjavio je da tvrtka želi do 2030. godine proizvoditi električne inačice svih svojih modela, u iznosu od 20 do 50 milijardi eura na nabavu baterija.
Godine 2019. VW je potpuno odustao od proizvodnje popularne VW Bube, koja je bila podvrgnuta različitim redizajnima tijekom osam desetljeća. Iste godine, VW je predstavio novi dizajn i logo. VW Passat osme generacije, bio je prvi auto s novim logom na hrvatskom tržištu. Također je predstavljena osma generacija VW Golfa.
- Volkswagen Golf VIII
- Volkswagen T-Roc
- Volkswagen Passat B8 (2019.)
- Volkswagen ID.3
- Volkswagen Multivan (T6.1)

## Operacije

### Volkswagen grupa
Volkswagen je osnivač i član istoimene Volkswagen grupe, velikog međunarodnog holdinga. Volkswagen grupa je zadužena za više marki automobila i kamiona, od kojih su Audi, SEAT, Lamborghini, Bentley, Bugatti, Scania i Škoda. Sjedište Volkswagen grupe nalazi se u Wolfsburgu u Njemačkoj, povijesnom gradu Volkswagena.
Volkswagen grupa, kao jedinica, trenutno je najveći europski proizvođač automobila. Već duže vremena, Volkswagen imao tržišni udio od preko 20%.
Godine 2008. Volkswagen je postao treći najveći proizvođač automobila u svijetu, i, od 2012, Volkswagen je drugi najveći proizvođač u svijetu. 2010. godine, Volkswagen je postavio rekordnu prodaju od 6,29 milijuna vozila, s globalnim udjelom na tržištu od 11,4%.

### Razvoj autonomnih vozila
U srpnju 2019. godine Volkswagen je uložio 2,6 milijardi dolara u "Argo AI", start-up poduzeće s fokusom na razvoj autonomnih vozila.

### Svjetska prisutnost
Volkswagen ima tvrtke u više dijelova svijeta, proizvodeći i sklapajući vozila za nacionalna tržišta. Volkswagen ima pogone za proizvodnju ili sklapanje u Njemačkoj, Meksiku, SAD-u, Slovačkoj, Kini, Indiji, Indoneziji, Rusiji, Maleziji, Brazilu, Argentini, Portugalu, Španjolskoj, Poljskoj, Češkoj, Bosni i Hercegovini i Južnoj Africi. U 2011. godini, Volkswagen je imenovan među top 25 najvećih tvrtki u svijetu prema Forbesu.

### Muzej u Wolfsburgu
Od 25. travnja 1985., Volkswagen vodi muzej "AutoMuseum Volkswagen" u Wolfsburgu. Muzej je izuzetno posvećen povijesti Volkswagena.

## Brojke svjetske prodaje
| Godina | Globalna prodaja (u milijunima) |
| ------ | ------------------------------- |
| 2006.  | 5,7                             |
| 2007.  | 6,2                             |
| 2008.  | 6,3                             |
| 2009.  | 6,3                             |
| 2010.  | 7,3                             |
| 2011.  | 8,4                             |
| 2012.  | 9,3                             |
| 2013.  | 9,7                             |
| 2014.  | 10,2                            |
| 2015.  | 10,0                            |
| 2016.  | 10,3                            |
| 2017.  | 10,7                            |
| 2018.  | 10,8                            |

## Modeli

### Aktualni modeli
| Up!                 |  | gradski auto          | - hatchback                        |
| Gol                 |  | gradski auto          | - hatchback - sedan - coupé        |
| Ameo                |  | gradski auto          | - sedan                            |
| Fox (Južna Amerika) |  | supermini             | - hatchback - karavan              |
| Polo                |  | supermini             | - hatchback - coupé - karavan      |
| Vento               |  | B-segment             | - hatchback - kabriolet            |
| Golf                |  | obiteljski auto       | - hatchback - karavan - kabriolet  |
| Jetta               |  | obiteljski auto       | - sedan                            |
| Arteon              |  | obiteljski auto       | - sedan                            |
| Passat              |  | obiteljski auto       | - sedan - karavan - CUV (alltrack) |
| Touran              |  | MPV                   | - MPV                              |
| Sharan              |  | MPV                   | - MPV                              |
| T-Cross             |  | gradski crossover SUV | - SUV                              |
| T-Roc               |  | gradski crossover SUV | - SUV                              |
| Tharu               |  | crossover SUV         | - SUV                              |
| Tiguan              |  | crossover SUV         | - SUV                              |
| Atlas               |  | crossover SUV         | - SUV                              |
| Touareg             |  | crossover SUV         | - SUV                              |

### Kineski modeli
VW modeli proizvedeni za kinesko tržište:
| kineska Bora |  | obiteljski auto | - sedan |
| Lavida       |  | saloon          | - sedan |
| Lamando      |  | obiteljski auto | - sedan |
| Phideon      |  | E-segment       | - sedan |
| Santana      |  | obiteljski auto | - sedan |
| Viloran      |  | minivan         |         |

### GTI-modeli
| Polo GTI |  | supermini       | - hatchback |
| Golf GTI |  | obiteljski auto | - hatchback |
| up! GTI  |  | gradski auto    | - hatchback |

### GTE-modeli
| Golf GTE   |  | obiteljski auto | - hatchback | 1,4-litarski i električni motor |
| Passat GTE |  | obiteljski auto | - karavan   |                                 |

#### Električni modeli
| e-up!  |
| e-Golf |

### R modeli
| Golf R     |  | športski auto | - limuzina |
| Scirocco R |  | športski auto | - coupé    |

### Povijesni modeli
| Kübelwagen               |  | 1940. – 1945. |
| Schwimmwagen             |  | 1942. – 1944. |
| Volkswagen Tip 1, "Buba" |  | 1938. – 2003. |
| Karmann Ghia             |  | 1955. – 1974. |
| 1500/1600                |  | 1961. – 1973. |
| 181                      |  | 1969. – 1983. |
| Country Buggy            |  | 1967. – 1969. |
| 411                      |  | 1968. – 1972. |
| K70                      |  | 1970. – 1974. |
| 412                      |  | 1972. – 1974. |
| Scirocco                 |  | 1974. – 1981. |
| Derby                    |  | 1977. – 1981. |
| Corrado                  |  | 1988. – 1995. |
| Lupo                     |  | 1998. – 2004. |
| Nova Buba                |  | 1998. – 2010. |
| Golf +                   |  | 2004. – 2009. |
| Routan                   |  | 2009. – 2013. |
| Eos                      |  | 2006. – 2015. |
| Phaeton                  |  | 2003. – 2016. |
| CC                       |  | 2008. – 2017. |
| Scirocco                 |  | 2008. – 2017. |
| Buba (A5)                |  | 2011. – 2019. |

## Okolišni rekord
Volkswagen je prvi put implementirao svojih sedam okolišnih ciljeva u tehničkom razvoju iz 1996. godine. Plan sadrži teme koje uključuju zaštitu klime, konzerviranje resursa, kao i brigu o zdravlju, kroz ciljeve kao što su smanjenje emisija "staklenog vrta" i sagorijevanja goriva, dopuštajući korištenje alternativnih goriva, te izbjegavanje korištenja štetnih materijala. Prvobitni golovi iz 1996. godine bili su nakon toga izmijenjeni u 2002. i 2007. godini. Volkswagen je bio prvi proizvođač automobila koji je prihvatio normu ISO 14000,  kojom se utvrđuju zahtjevi za sustav upravljanja okolišem, tijekom svoje faze izrade i bio je ponovo certificiran pod normom u rujnu 2005. godine. Tijekom 2011., ekološka organizacija Greenpeace počela je kritizirati Volkswagenovu opoziciju zakonodavstvu tražeći jače kontrole u vezi s emisijama CO2 i efikasnosti energije, te je reklamna kampanja pokrenuta s parodijom nedavnih serija VW-ovih Star Wars reklama.
Godine 2013., Volkswagen XL1 postaje najefikasniji proizvedeni automobil u svijetu, s tvrđenom kombinacijom potrošnje goriva od 0,9 litra/100 km (261 mpg). Stil vožnje ima veliki utjecaj na ovaj rezultat - "obična" vožnja proizvodi kilometražu od 120 mpg ranga (1,96 litara/100 km).

## Nagrade
Volkswagen je označen kao četvrti najutjecajniji automobil 20. stoljeća u konkurenciji „Automobil stoljeća“ 1999. za svoj model Volkswagen Tip 1 "Buba".
Volkswagen je proizveo tri pobjednika za nagradu za 50-godišnje „Europsko auto godine“.
- 1992. - Volkswagen Golf
- 2010. - Volkswagen Polo
- 2013. - Volkswagen Golf

Volkswagen je proizveo pet pobjednika u nagradi SAD-a Motor Trend Car of the Year  — prvobitnog imena Car of the Year, koje je počelo 1949. godine.
- 1985. - Volkswagen GTI
- 1999. - Volkswagen New Beetle
- 2004. - Volkswagen Touareg
- 2012. - Volkswagen Passat
- 2015. - Volkswagen Golf linija[49]

Volkswagen je već proizveo četiri pobjednika nedavno razvijene nagrade Svjetskog automobila godine.
- 2009. - Volkswagen Golf
- 2010. - Volkswagen Polo
- 2012. - Volkswagen up!
- 2013. - Volkswagen Golf